# Casa de Diego de Rueda
La casa de Diego de Rueda (también conocida como casa de Álvaro de Luna) es una casa-palacio de origen medieval situada en el barrio de San Esteban del casco histórico de la ciudad de Segovia.

## Historia
El origen de la casa se encuentra en un edificio románico, sobre el que Diego de Rueda, regidor de Segovia, y su mujer doña Mencía Álvarez mandaron construir su casa. Posteriormente la casa pasó a su hija María, que había contraído matrimonio con Álvaro Daza, caballero de Santiago.
Debido a que en el escudo de armas presente en el patio de la casa figura una media luna, fue conocida como casa de don Álvaro de Luna, a pesar de no tener relación alguna con el privado de Juan II de Castilla. La casa continuó conformándose a través de distintas intervenciones llevadas a cabo hasta el siglo XVIII. Hacia 1604 se realizó el portal de entrada.
A finales del siglo XIX la casa era aún propiedad de un descendiente de los Rueda, don José Arroyo y Molina.

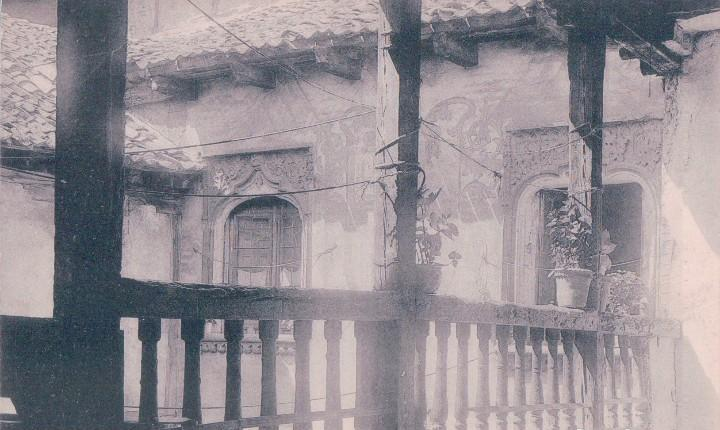
Vista de la fachada este del patio desde el piso superior de la galería de madera del patio.

En 1974 fue reparado el patio principal.
En la actualidad, pertenece a una familia de origen italiano. Ha albergado representaciones del festival Titirimundi y una academia de idiomas.

## Descripción
La casa cuenta con dos alturas y una planta irregular. El núcleo principal lo constituye un patio cuadrangular. En el lado norte y parte del lado este del patio se dispone una galería de madera de dos pisos de altura. En la fachada del lado oeste del patio, a la altura del primer piso se disponen dos importantes ventanas tardogóticas formadas por arco conopiales y con una rica decoración vegetal en que se incluyen cardos. Entre ambas se encuentra pintado un gran escudo de armas.
Existe otro patio entre la entrada a la casa y la calle Escuderos, separada de esta por un muro. En este muro se dispone la puerta de entrada exterior a la casa, en arco de medio punto con un remate con escudo de armas bajo guardapolvos.

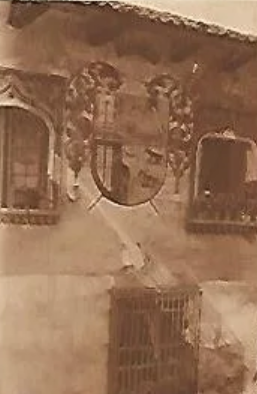
Vista del lado este de la casa con los dos ventanales en estilo gótico tardío y el gran escudo de armas pintado.

En la parte sur del solar se dispone la torre fuerte de la casa-palacio, de tres alturas. En el lado oeste de la última de ellas, cuenta con una galería.
La casa se encuentra a caballo entre las tipologias segovianas de casa-fuerte y palacio plateresco con patio porticado.

## Galería

Imágenes de la casa de Diego de Rueda. (2020)
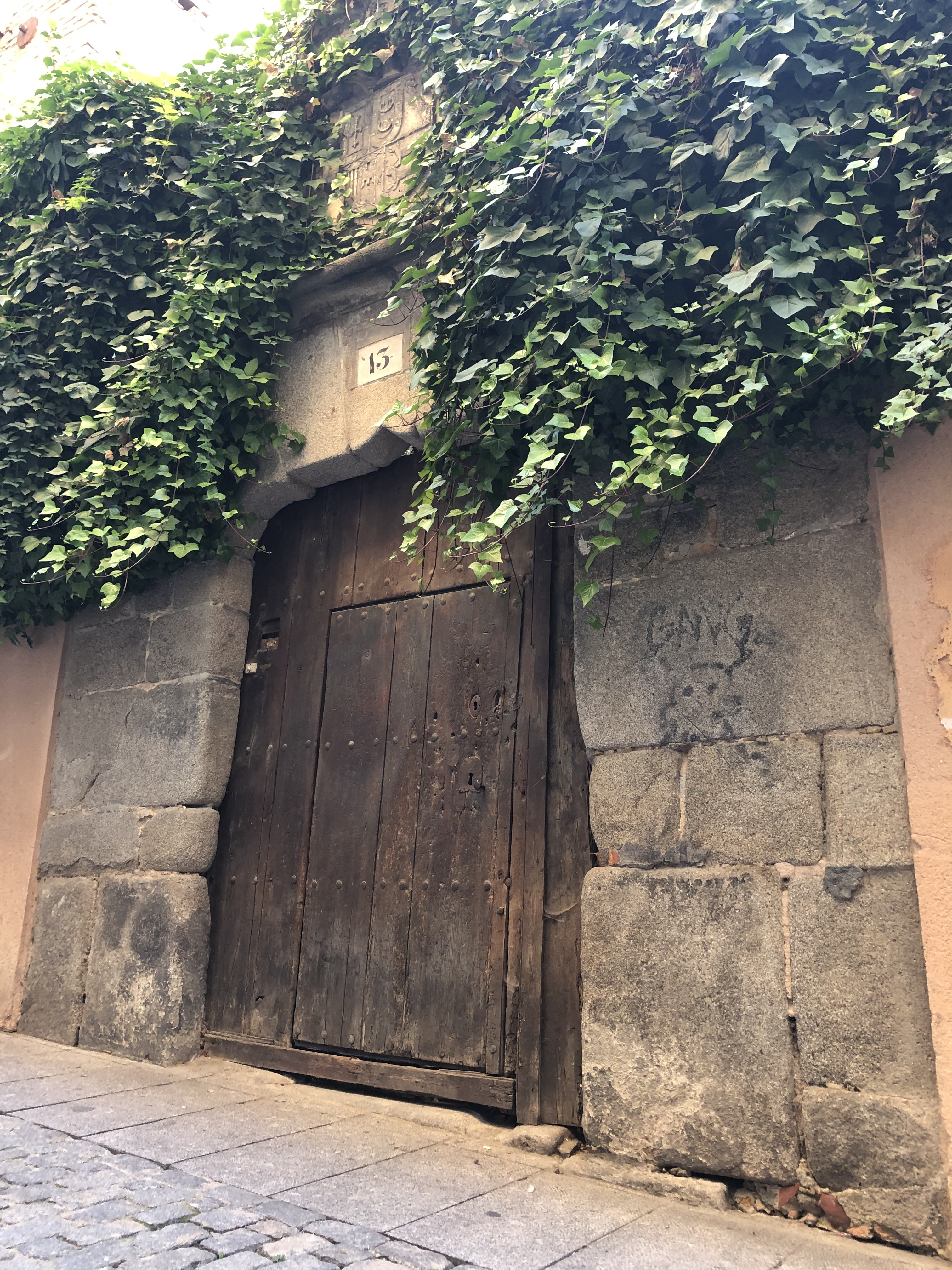
Vista de la puerta principal a la calle Escuderos.
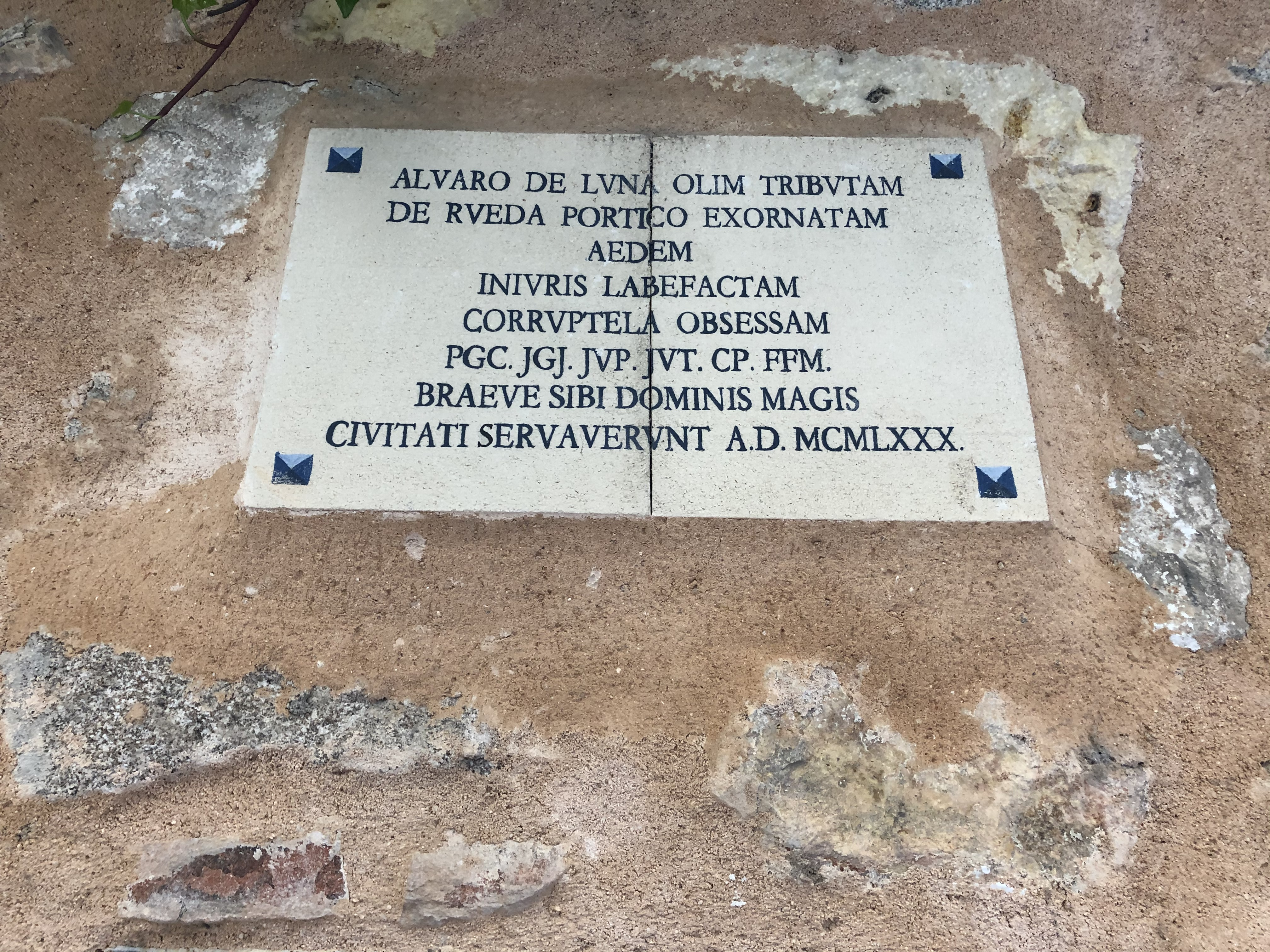
Placa en la calle Escuderos: "Casa de Rueda, otrora atribuida a Álvaro de Luna, con su bello pórtico. Muy deteriorada y amenazada de ruina, fue conservada por PGC, JGJ, JVP, JVT, CP y FFM, no tanto para sí como para la ciudad, en el año del Señor 1980"